# Marquess (Band)/Diskografie
Diese Diskografie ist eine Übersicht über die musikalischen Werke der deutschen Popband Marquess. Den Quellenangaben zufolge hat sie bisher mehr als eine Million Tonträger verkauft. Ihre erfolgreichste Veröffentlichung ist das zweite Studioalbum Frenetica mit über 210.000 verkauften Einheiten.

## Studioalben
| Jahr | Titel Musiklabel                               | Höchstplatzierung, Gesamtwochen, AuszeichnungChartplatzierungen (Jahr, Titel, Musiklabel, Platzierungen, Wochen, Auszeichnungen, Anmerkungen) | Höchstplatzierung, Gesamtwochen, AuszeichnungChartplatzierungen (Jahr, Titel, Musiklabel, Platzierungen, Wochen, Auszeichnungen, Anmerkungen) | Höchstplatzierung, Gesamtwochen, AuszeichnungChartplatzierungen (Jahr, Titel, Musiklabel, Platzierungen, Wochen, Auszeichnungen, Anmerkungen) | Anmerkungen                                             |
| Jahr | Titel Musiklabel                               | DE | AT | CH | Anmerkungen                                             |
| ---- | ---------------------------------------------- | --- | --- | --- | ------------------------------------------------------- |
| 2006 | Marquess Opium Records (WMG)                   | DE34 (7 Wo.)DE | — | CH65 (6 Wo.)CH | Erstveröffentlichung: 29. September 2006                |
| 2007 | Frenetica Starwatch Entertainment (WMG)        | DE2 Platin · (42 Wo.)DE | AT27 (11 Wo.)AT | CH4 Gold · (21 Wo.)CH | Erstveröffentlichung: 29. Juni 2007 Verkäufe: + 215.000 |
| 2008 | ¡Ya! Starwatch Entertainment (WMG)             | DE7 (14 Wo.)DE | AT29 (8 Wo.)AT | CH8 (11 Wo.)CH | Erstveröffentlichung: 27. Juni 2008                     |
| 2009 | Compañía del sol Starwatch Entertainment (WMG) | DE24 (7 Wo.)DE | — | CH23 (7 Wo.)CH | Erstveröffentlichung: 17. Juli 2009                     |
| 2012 | ¡bienvenido! Starwatch Entertainment (WMG)     | DE14 (9 Wo.)DE | — | CH6 (12 Wo.)CH | Erstveröffentlichung: 22. Juni 2012                     |
| 2014 | Favoritas Starwatch Entertainment (WMG)        | DE5 Gold · (23 Wo.)DE | AT28 (7 Wo.)AT | CH35 (10 Wo.)CH | Erstveröffentlichung: 6. Juni 2014 Verkäufe: + 100.000  |
| 2016 | Sol y soul Starwatch Entertainment (WMG)       | DE28 (11 Wo.)DE | — | CH92 (2 Wo.)CH | Erstveröffentlichung: 3. Juni 2016                      |
| 2018 | En movimiento Starwatch Entertainment (WMG)    | DE11 (19 Wo.)DE | — | CH35 (2 Wo.)CH | Erstveröffentlichung: 6. April 2018                     |
| 2020 | Turbulento Starwatch Entertainment (WMG)       | DE13 (6 Wo.)DE | — | CH79 (1 Wo.)CH | Erstveröffentlichung: 3. Juli 2020                      |
| 2023 | Energía Telamo (WMG)                           | DE90 (1 Wo.)DE | — | — | Erstveröffentlichung: 2. Juni 2023                      |

## Singles
| Jahr | Titel Album                   | Höchstplatzierung, Gesamtwochen, AuszeichnungChartplatzierungen (Jahr, Titel, Album, Platzierungen, Wochen, Auszeichnungen, Anmerkungen) | Höchstplatzierung, Gesamtwochen, AuszeichnungChartplatzierungen (Jahr, Titel, Album, Platzierungen, Wochen, Auszeichnungen, Anmerkungen) | Höchstplatzierung, Gesamtwochen, AuszeichnungChartplatzierungen (Jahr, Titel, Album, Platzierungen, Wochen, Auszeichnungen, Anmerkungen) | Anmerkungen                                                                              |
| Jahr | Titel Album                   | DE | AT | CH | Anmerkungen                                                                              |
| ---- | ----------------------------- | --- | --- | --- | ---------------------------------------------------------------------------------------- |
| 2006 | El temperamento Marquess      | DE10 (26 Wo.)DE | AT53 (8 Wo.)AT | CH16 (32 Wo.)CH | Erstveröffentlichung: 1. August 2006                                                     |
| 2007 | Vayamos compañeros Frenetica  | DE2 Gold · (34 Wo.)DE | AT5 (23 Wo.)AT | CH1 (43 Wo.)CH | Erstveröffentlichung: 25. Mai 2007 Verkäufe: + 150.000                                   |
| 2007 | You and Not Tokio Frenetica   | DE66 (9 Wo.)DE | — | CH80 (2 Wo.)CH | Erstveröffentlichung: 31. August 2007                                                    |
| 2008 | La histeria ¡Ya!              | DE15 (15 Wo.)DE | AT74 (1 Wo.)AT | CH41 (6 Wo.)CH | Erstveröffentlichung: 29. Februar 2008                                                   |
| 2008 | La vida es limonada ¡Ya!      | DE16 (12 Wo.)DE | AT23 (10 Wo.)AT | CH15 (11 Wo.)CH | Erstveröffentlichung: 20. Juni 2008                                                      |
| 2008 | Lucia ¡Ya!                    | DE60 (4 Wo.)DE | — | — | Erstveröffentlichung: 10. Oktober 2008                                                   |
| 2009 | Arriba Compañía del sol       | DE16 (11 Wo.)DE | AT75 (1 Wo.)AT | CH57 (6 Wo.)CH | Erstveröffentlichung: 26. Juni 2009                                                      |
| 2011 | Chapoteo –                    | DE70 (1 Wo.)DE | — | — | Erstveröffentlichung: 15. Juli 2011                                                      |
| 2012 | ¡bienvenido!                  | DE42 (7 Wo.)DE | AT41 (4 Wo.)AT | CH72 (1 Wo.)CH | Erstveröffentlichung: 15. Juni 2012                                                      |
| 2014 | De la mano –                  | — | — | — | Erstveröffentlichung: 6. Juni 2014                                                       |
| 2014 | El porompompero Favoritas     | — | — | — | Erstveröffentlichung: 11. Juli 2014                                                      |
| 2015 | Feliz Navidad –               | — | — | — | Erstveröffentlichung: 29. Mai 2015 Original: José Feliciano                              |
| 2016 | Un amor de verdad Sol y soul  | — | — | — | Erstveröffentlichung: 30. Mai 2016 Original: The Supremes – You Can’t Hurry Love         |
| 2016 | Toda la noche Sol y soul      | — | — | — | Erstveröffentlichung: 17. Juni 2016 Original: Lionel Richie – All Night Long (All Night) |
| 2018 | Tic Tac En movimiento         | — | — | — | Erstveröffentlichung: 2. März 2018                                                       |
| 2018 | Suavecito En movimiento       | — | — | — | Erstveröffentlichung: 30. März 2018 feat. Raykuba                                        |
| 2018 | Calle del ritmo En movimiento | — | — | — | Erstveröffentlichung: 6. Juli 2018 feat. Nené Vasquez                                    |
| 2020 | Pista de Baile Turbulento     | — | — | — | Erstveröffentlichung: 15. Mai 2020                                                       |
| 2020 | No me ilevas Turbulento       | — | — | — | Erstveröffentlichung: 5. Juni 2020                                                       |
| 2020 | Abre tu mundo Turbulento      | — | — | — | Erstveröffentlichung: 19. Juni 2020                                                      |
| 2022 | Vamos a volar Energía         | — | — | — | Erstveröffentlichung: 15. Juli 2022                                                      |
| 2023 | Bailando sola Energía         | — | — | — | Erstveröffentlichung: 14. April 2023                                                     |

## Musikvideos
| Jahr | Titel               | Regisseur(e)            |
| ---- | ------------------- | ----------------------- |
| 2006 | El temperamento     | Oliver Sommer           |
| 2007 | Vayamos compañeros  | Oliver Sommer           |
| 2007 | You and Not Tokio   | Oliver Sommer           |
| 2008 | La histeria         |                         |
| 2008 | La vida es limonada | Oliver Sommer           |
| 2008 | Lucia               | Julian Reich            |
| 2009 | Arriba              | Oliver Sommer           |
| 2010 | Latino America      | Daniel Kosch, Jan Kosch |
| 2011 | Chapoteo            | Tobias Dannappel        |
| 2012 | ¡bienvenido!        | Oliver Sommer           |
| 2014 | El porompompero     | Markus Gerwinat         |
| 2014 | Me va, me va        |                         |
| 2016 | Toda la noche       |                         |
| 2018 | Tic Tac             |                         |
| 2018 | Suavecito           | Paulo José              |
| 2020 | Pista de Baile      |                         |
| 2020 | No me ilevas        | Tobias Dannappel        |
| 2020 | Abre tu mundo       |                         |
| 2022 | Vamos a volar       | Marcel Brell            |
| 2023 | Bailando sola       |                         |
| 2023 | Una noche loca      |                         |

## Sonderveröffentlichungen

### Alben
| Jahr | Titel Musiklabel                                      | Anmerkungen                                                                       |
| ---- | ----------------------------------------------------- | --------------------------------------------------------------------------------- |
| 2019 | Original Album Classics Starwatch Entertainment (WMG) | Erstveröffentlichung: 13. September 2019 Teil der „Original-Album-Classics“-Reihe |

| Jahr | Titel Musiklabel                                   | Anmerkungen                                                     |
| ---- | -------------------------------------------------- | --------------------------------------------------------------- |
| 2008 | Marquess / Frenetica Starwatch Entertainment (WMG) | Erstveröffentlichung: 5. September 2008 Teil der „2-in-1“-Reihe |

### Lieder
| Jahr | Titel Interpretation                 | Anmerkungen                          |
| ---- | ------------------------------------ | ------------------------------------ |
| 2019 | Herz an Herz Blümchen feat. Ray Kuba | Erstveröffentlichung: 19. April 2019 |

| Jahr | Titel Album                                           | Anmerkungen |
| ---- | ----------------------------------------------------- | --- |
| 2014 | Auf der Mauer, auf der Lauer Giraffenaffen 3          | Erstveröffentlichung: 13. November 2014                                                                        |
| 2015 | Und Frieden für die Welt Giraffenaffen 4 – Winterzeit | Erstveröffentlichung: 5. November 2015 Original: The De Paur Chorus, Leonard De Paur – Mary’s Little Boy Chile |

## Promoveröffentlichungen
| Jahr | Titel Album              | Anmerkungen                |
| ---- | ------------------------ | -------------------------- |
| 2006 | Sorry & Goodbye Marquess | Erstveröffentlichung: 2006 |

## Statistik

### Chartauswertung
|                     | DE     | AT    | CH    |
| ------------------- | ------ | ----- | ----- |
| Nummer-eins-Alben   | DE—DE  | AT—AT | CH—CH |
| Top-10-Alben        | DE3DE  | AT—AT | CH3CH |
| Alben in den Charts | DE10DE | AT3AT | CH9CH |

|                       | DE    | AT    | CH    |
| --------------------- | ----- | ----- | ----- |
| Nummer-eins-Singles   | DE—DE | AT—AT | CH1CH |
| Top-10-Singles        | DE2DE | AT1AT | CH1CH |
| Singles in den Charts | DE9DE | AT6AT | CH7CH |

### Auszeichnungen für Musikverkäufe
Anmerkung: Auszeichnungen in Ländern aus den Charttabellen bzw. Chartboxen sind in ebendiesen zu finden.
| Land/RegionAuszeichnungen für Musikverkäufe (Land/Region, Auszeichnungen, Verkäufe, Quellen) | Gold     | Platin  | Verkäufe | Quellen           |
| -------------------------------------------------------------------------------------------- | -------- | ------- | -------- | ----------------- |
| Deutschland (BVMI)                                                                           | 2× Gold2 | Platin1 | 450.000  | musikindustrie.de |
| Schweiz (IFPI)                                                                               | Gold1    | —       | 15.000   | hitparade.ch      |
| Insgesamt                                                                                    | 3× Gold3 | Platin1 |          |                   |